# Roger Vivier (marque)
Roger Vivier est une marque d’accessoires de mode française fondée par Roger Vivier en 1937 et spécialisée dans la création de chaussures,. Au début des années 1950, le designer éponyme de la marque a produit le premier talon aiguille moderne,. Un autre design emblématique associé à la marque est une soulier présentant une grande boucle chromée sur la pointe une chaussure noire à talon. La chaussure a fait ses débuts au défilé de mode d'Yves Saint Laurent en 1965 et est devenue l'un des styles les plus en vogue demandés de la décennie. En 1967, les ces chaussures ont été immortalisées dans le film de Luis Buñuel Belle de Jour lorsque Catherine Deneuve les a portées.

## Historique de la Marque
Vivier a créé la marque en 1937 et a immédiatement connu la popularité pour la création de semelles compensées, portées notamment par Marlene Dietrich, et plus tard avec la création moderne du talon aiguille en 1954. En plus de Marlene Dietrich, la marque a été portée par un certain nombre de célébrités et de mondains de l'après-guerre, notamment Gloria Guinness, Cary Grant, Jackie Kennedy, Elizabeth Taylor et les Beatles. La couture somptueuse, les formes architecturales distinctives, les détails en cristal étincelants, les fermoirs ornés, les teintes frappantes et les textiles brillants comme le satin font partie des motifs signature de la collection de la marque.
En 1942, la marque a déposé un brevet pour une chaussure qui avait une grande boucle ressemblant à une agrafe à la gorge de la chaussure. Elle est devenue l'un des designs de chaussures les plus emblématiques de la décennie. Plus tard, la marque a lancé une version mise à jour de la chaussure, une pompe à talon bas avec des boucles en argent, qui a été produite pour la collection Mondrian d'Yves Saint Laurent en 1965. La chaussure a reçu une publicité internationale.
Vivier possède une boutique sur la Rue Faubourg Saint-Honoré, dont le design est inspiré de l'appartement de Vivier. La collection est conçue par Bruno Frisoni. L'exclusivité est la marque de fabrique de la ligne, de nombreuses chaussures étant fabriquées sur commande, certaines avec du fil d'or brodé à la main. Il y a trois magasins aux États-Unis, le dernier ayant ouvert en mai 2012.
Les chaussures Vivier sont exposées au Costume Institute du Metropolitan Museum of Art de New York, au Victoria and Albert Museum de Londres, au Bata Shoe Museum de Toronto et au Musée de la mode et du textile du Louvre.
La marque appartient à l'entreprise de Diego Della Valle, Tod's, depuis 2006. En novembre 2015, Tod's détient 60,7 % de la marque de chaussures.
En 2018, Gherardo Felloni est devenu directeur artistique de Roger Vivier,.
Felloni a créé de nouvelles interprétations des styles classiques du designer tout en conservant le flamboyance et la vivacité caractéristiques de la marque,. Cela incluait une chaussure bouclée avec une boucle plus longue et un talon plus épais ainsi que la pantoufle Maharaja qui était rendue plus fine, recouverte de pierres et accessoirisée d'une seule plume,. Les sacs à main de designer Roger Vivier ont suscité un intérêt significatif au cours des 15 dernières années. Felloni produit deux collections par an pour la marque qui sont présentées en parallèle à des films co-signés avec Andrea Danese, ainsi qu'à des invités tels que Catherine Deneuve, Virginie Ledoyen et Isabelle Huppert . La collection printemps-été 2024 a été présentée le 28 septembre 2023, en collaboration avec Leila Maria Fteita.

## Collections Permanentes
Les créations de Vivier sont exposées au Metropolitan Museum of Art de New York aux États-Unis, au Victoria and Albert Museum de Londres au Royaume-Uni et au Musée du Costume et de la Mode au Louvre en France, un musée qui possède une collection Roger Vivier depuis 1987. En 2013, une exposition réunissant 140 modèles créés par Roger Vivier a eu lieu du 2 au 18 novembre au Palais de Tokyo, sous le nom de "Virgule etc. sur les traces de Roger Vivier",,.